# Миролюбівка (Новомиргородська міська громада)
Миролю́бівка (до 1946 року — Кра́марове, в 1946—2016 роках — Жовтне́ве) — село в Україні, у Новомиргородській міській громаді Новоукраїнського району Кіровоградської області. Розташоване на лівому березі річки Велика Вись за 35 км на захід від Новомиргорода. Населення села становить 452 особи. Колишній центр Миролюбівської сільської ради.

## Історія
Село засноване в 1797 році селянами-втікачами з Волині та переселенцями з Балкан.
За радянських часів і до 2016 року село носило назву Арсенівка (Арсеновка), як і було позначене на німецьких військових картах часів 2 світової війни, та приблизно з післявоєнного періоду до 1953-54 рр мало назву Сталіно, опісля — Жовтневе.
17 березня 2016 року село Жовтневе було перейменовано на Миролюбівку.

## Населення
Згідно з переписом УРСР 1989 року чисельність наявного населення села становила 336 осіб, з яких 149 чоловіків та 187 жінок.
За переписом населення України 2001 року в селі мешкали 452 особи.

### Мова
Розподіл населення за рідною мовою за даними перепису 2001 року:
| Мова       | Відсоток |
| ---------- | -------- |
| українська | 98,23 %  |
| російська  | 0,88 %   |
| білоруська | 0,44 %   |
| молдовська | 0,44 %   |

## Вулиці
У Миролюбівці налічується чотири вулиці та один провулок:
- 70-річчя Жовтня вул.
- Колгоспна вул.
- Набережна вул.
- Перемоги вул.
- Садовий пров.

## Відомі люди
- Калініченко Надія Андріївна (нар. 11 вересня 1939 року) — доктор педагогічних наук (2008), заслужений вчитель України (1983), лауреат премії імені Василя Сухомлинського.